# Koziarnia (skała)

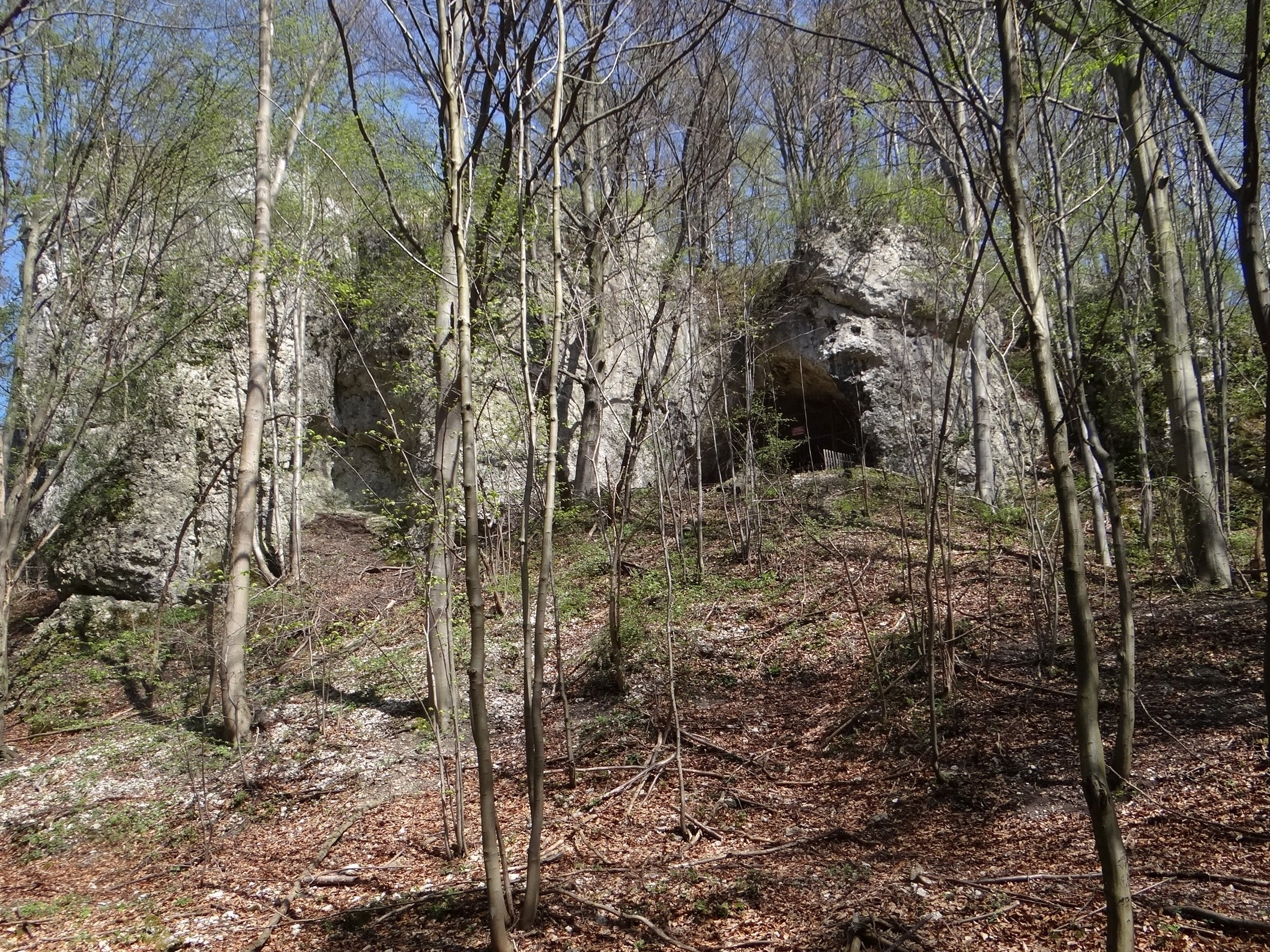
Skała Koziarnia z wylotem jaskini

Koziarnia – skała w orograficznie lewych zboczach wąwozu Koziarnia, będącego lewym odgałęzieniem Doliny Sąspowskiej w Ojcowskim Parku Narodowym. Znajduje się przy wylocie wąwozu Koziarnia, poniżej trzykondygnacyjnego budynku Instytutu Geofizyki PAN w Ojcowie. W skale jest jaskinia Koziarnia o dużej komorze wylotowej. W jaskini zamontowano przyrządy sejsmograficzne, a wylot jaskini zamknięto kratą.
Oprócz jaskini Koziarnia w skale znajduje się kilka schronisk: Schronisko za Koziarnią, Schronisko z Wywiewem, Schronisko pod Zającem, Schronisko w Ścianie za Koziarnią, Szczelina, Schronisko Pierwsze, Schronisko Przelotne Pierwsze. Zbudowaną z wapieni skałę porastają wapieniolubne rośliny kserotermiczne i murawy naskalne z bogatą fauną bezkręgowców.